# TBL de 2018-19 (segunda divisão)
A Temporada 2018-19 da Türkiye Basketbol 1.Ligi é a 50ª edição da competição profissional de basquetebol correspondente ao segundo nível na pirâmide estrutural dando acesso para a Basketbol Süper Ligi (BSL) às duas melhores equipes, ao mesmo tempo que confere aos dois piores colocados o rebaixamento para a Türkiye Basketbol 2.Ligi (TB2L).

## Formato de disputa
Durante a temporada regular as 16 equipes que compõem a divisão disputam 30 jogos, sendo 15 como mandante e 15 como visitante.  Ao término desta primeira etapa, a equipe que estiver em primeiro lugar da tabela, adquire a vaga para a próxima temporada da BSL e os colocados entre as 2ª e 9ª posições são elegíveis para disputar os playoffs. As equipes classificadas entre as 10ª e 14ª posições serão mantidas na divisão, enquanto as 15ª e 16ª serão rebaixadas para a divisão inferior.

## Equipes participantes
| Clube                          | Cidade    |
| ------------------------------ | --------- |
| Akhisar Belediyespor           | Manisa    |
| Ankara DSİ                     | Ancara    |
| Artvin Belediye                | Artvin    |
| Bandırma Kırmızı               | Bandırma  |
| Bursaspor Durmazlar            | Bursa     |
| Düzce Belediye                 | Düzce     |
| Edirne Spor                    | Edirne    |
| Final Spor                     | Bursa     |
| Karesi Spor                    | Balıkesir |
| Manisa Büyükşehir Belediyespor | Manisa    |
| OGM Ormanspor                  | Ancara    |
| Petkim SK                      | Esmirna   |
| Selçuklu Beledíyesi            | Cônia     |
| Sígortam.net ITÜ Spor Kulübü   | Istambul  |
| SEMT77 Yalova Belediye         | Yalova    |
| Yeni Mamak                     | Ancara    |

## Temporada Regular

### Partidas
| ↓Casa\Visitante→       | AKH   | ANK   | ART    | BAN    | BUR    | DUZ    | EDI    | FIN    | KAR     | MAN    | ORM   | PET    | KON     | ITU    | YAL    | YEN    |
| ---------------------- | ----- | ----- | ------ | ------ | ------ | ------ | ------ | ------ | ------- | ------ | ----- | ------ | ------- | ------ | ------ | ------ |
| Akhisar Belediyespor   |       | 70-74 | 94-71  | 77-80  | 80-83  | 91-82  | 99-71  | 78-80  | 76-78   | 100-67 | 71-74 | 84-77  | 100-73  | 70-75  | 83-75  | 79-69  |
| Ankara DSİ             | 70-83 |       | 79-97  | 88-85  | 63-68  | 73-75  | 87-67  | 80-94  | 76-78   | 79-72  | 81-94 | 62-88  | 77-81   | 89-73  | 87-61  | 91-99  |
| Artvin Belediye        | 54-74 | 91-89 |        | 96-68  | 63-97  | 98-93  | 95-90  | 100-74 | 86-111  | 68-86  | 69-80 | 45-90  | 73-77   | 75-90  | 79-75  | 89-78  |
| Bandırma Kırmızı       | 78-74 | 87-72 | 96-53  |        | 84-94  | 80-83  | 77-86  | 88-80  | 99-71   | 73-83  | 77-82 | 85-89  | 78-70   | 89-77  | 94-82  | 90-97  |
| Bursaspor Durmazlar    | 93-78 | 74-87 | 95-71  | 85-82  |        | 81-91  | 82-52  | 85-79  | 86-65   | 94-81  | 78-65 | 79-73  | 91-76   | 91-73  | 70-64  | 69-68  |
| Düzce Belediye         | 71-80 | 82-74 | 74-68  | 66-52  | 64-77  |        | 82-71  | 83-84  | 93-88   | 76-68  | 78-69 | 96-91  | 85-83   | 89-66  | 79-60  | 84-89  |
| Edirne Spor            | 74-79 | 71-75 | 95-103 | 77-81  | 72-101 | 81-91  |        | 73-96  | 85-110  | 71-95  | 83-88 | 82-111 | 88-97   | 71-91  | 62-79  | 65-95  |
| Final Spor             | 89-90 | 88-69 | 135-94 | 79-75  | 59-87  | 97-83  | 96-101 |        | 97-99   | 86-85  | 70-60 | 74-84  | 70-79   | 69-81  | 77-72  | 90-86  |
| Karesi Spor            | 64-79 | 92-95 | 122-94 | 113-60 | 95-91  | 100-77 | 126-83 | 92-85  |         | 85-84  | 72-76 | 93-85  | 92-80   | 93-89  | 80-90  | 102-92 |
| Manisa Belediyespor    | 73-70 | 75-58 | 79-90  | 68-82  | 77-81  | 70-75  | 92-75  | 73-61  | 86-93   |        | 57-66 | 97-84  | 79-63   | 81-86  | 81-67  | 78-83  |
| OGM Ormanspor          | 64-86 | 97-49 | 95-76  | 85-61  | 75-64  | 77-74  | 108-74 | 94-79  | 75-90   | 82-78  |       | 79-67  | 72-60   | 69-80  | 70-66  | 81-72  |
| Petkim SK              | 78-62 | 78-70 | 93-85  | 76-71  | 72-69  | 87-71  | 101-77 | 85-63  | 85-86   | 71-78  | 63-75 |        | 104-100 | 87-68  | 83-79  | 85-82  |
| Konyaspor              | 79-78 | 79-78 | 94-89  | 72-74  | 62-68  | 71-63  | 88-66  | 88-78  | 104-96  | 76-89  | 91-73 | 93-84  |         | 76-88  | 103-84 | 79-65  |
| Sígortam.net ITÜSpor   | 67-58 | 83-73 | 93-70  | 102-92 | 74-96  | 89-91  | 119-87 | 87-81  | 100-112 | 72-63  | 85-76 | 83-85  | 93-96   |        | 89-84  | 111-89 |
| SEMT77 Yalova Belediye | 74-81 | 65-74 | 87-98  | 96-89  | 79-94  | 80-91  | 115-96 | 83-87  | 118-122 | 90-93  | 88-86 | 87-79  | 95-93   | 76-87  |        | 81-74  |
| Yeni Mamak             | 74-67 | 80-64 | 103-58 | 82-61  | 77-81  | 75-78  | 104-62 | 65-56  | 113-90  | 102-76 | 85-80 | 78-72  | 62-74   | 102-88 | 89-59  |        |

### Tabela de Classificação
| Pos. | Clube                  | J  | V  | D  | PF   | PC    | Pts. | Classificação          |
| ---- | ---------------------- | -- | -- | -- | ---- | ----- | ---- | ---------------------- |
| 1    | Bursaspor Durmazlar    | 30 | 25 | 5  | 2504 | 2201  | 55   | Promovido para BSL     |
| 2    | Karesi Spor            | 30 | 21 | 9  | 2850 | 2663  | 51   | Playoffs               |
| 3    | OGM Ormanspor          | 30 | 20 | 10 | 2367 | 2223  | 50   | Playoffs               |
| 4    | Düzce Belediye         | 30 | 19 | 11 | 2420 | 2370  | 49   | Playoffs               |
| 5    | Petkim SK              | 30 | 18 | 12 | 2507 | 2353  | 48   | Playoffs               |
| 6    | Sígortam.net ITÜSpor   | 30 | 18 | 12 | 2559 | 2480  | 48   | Playoffs               |
| 7    | Konyaspor              | 30 | 17 | 13 | 2453 | 2427  | 47   | Playoffs               |
| 8    | Yeni Mamak             | 30 | 17 | 13 | 2529 | 2340  | 47   | Playoffs               |
| 9    | Akhisar Belediyespor   | 30 | 16 | 14 | 2391 | 2231  | 46   | Playoffs               |
| 10   | Manisa Belediyespor    | 30 | 13 | 17 | 2364 | 2359  | 43   |                        |
| 11   | Final Spor             | 30 | 13 | 17 | 2453 | 2499  | 43   |                        |
| 12   | Bandırma Kırmızı       | 30 | 12 | 18 | 2388 | 2.455 | 42   |                        |
| 13   | Artvin Belediye        | 30 | 11 | 19 | 2397 | 2.706 | 41   |                        |
| 14   | Ankara DSİ             | 30 | 10 | 20 | 2302 | 2463  | 40   |                        |
| 15   | SEMT77 Yalova Belediye | 30 | 8  | 22 | 2411 | 2570  | 38   | Rebaixados para a TB2L |
| 16   | Edirne Spor            | 30 | 2  | 28 | 2308 | 2863  | 32   | Rebaixados para a TB2L |

## Playoffs

#### Quartas de final
| Time 1         | Série | Time 2               | 1º Jogo | 2º Jogo | 3º Jogo |
| -------------- | ----- | -------------------- | ------- | ------- | ------- |
| Karesi Spor    | 0 - 2 | Akhisar Belediyespor | 73 - 80 | 84 - 86 |         |
| Petkim SK      | 0 - 2 | Sígortam.net ITÜSpor | 61 - 69 | 68 - 72 |         |
| OGM Ormanspor  | 2 - 1 | Yeni Mamak           | 66 - 79 | 64 - 53 | 71 - 52 |
| Düzce Belediye | 0 - 2 | Konyaspor            | 80 - 83 | 62 - 68 |         |

#### Semifinal
| Time 1               | Série | Time 2               | 1º Jogo | 2º Jogo | 3º Jogo | 4º Jogo | 5º Jogo |
| -------------------- | ----- | -------------------- | ------- | ------- | ------- | ------- | ------- |
| Akhisar Belediyespor | 0 - 3 | Sígortam.net ITÜSpor | 77 - 67 | 65 - 73 | 79 - 81 |         |         |
| OGM Ormanspor        | 3 - 2 | Konyaspor            | 59 - 73 | 70 - 58 | 69 - 70 | 68 - 63 | 84 - 67 |

#### Final
| Time 1               | Série | Time 2        | 1º Jogo | 2º Jogo | 3º Jogo | 4º Jogo | 5º Jogo |
| -------------------- | ----- | ------------- | ------- | ------- | ------- | ------- | ------- |
| Sígortam.net ITÜSpor | 2 - 3 | OGM Ormanspor | 60 - 66 | 57 - 68 | 69 - 65 | 72 - 65 | 49 - 65 |

## Promoção e rebaixamentos
- Promovidos para a Basketbol Süper Ligi:
  - Bursaspor Durmazlar (Campeão)
  - OGM Ormanspor (campeão playoffs de promoção)

- Rebaixados para a a T2BL:
  - SEMT77 Yalova Belediye
  - Edirne Spor